# 전기 그랜드 피아노

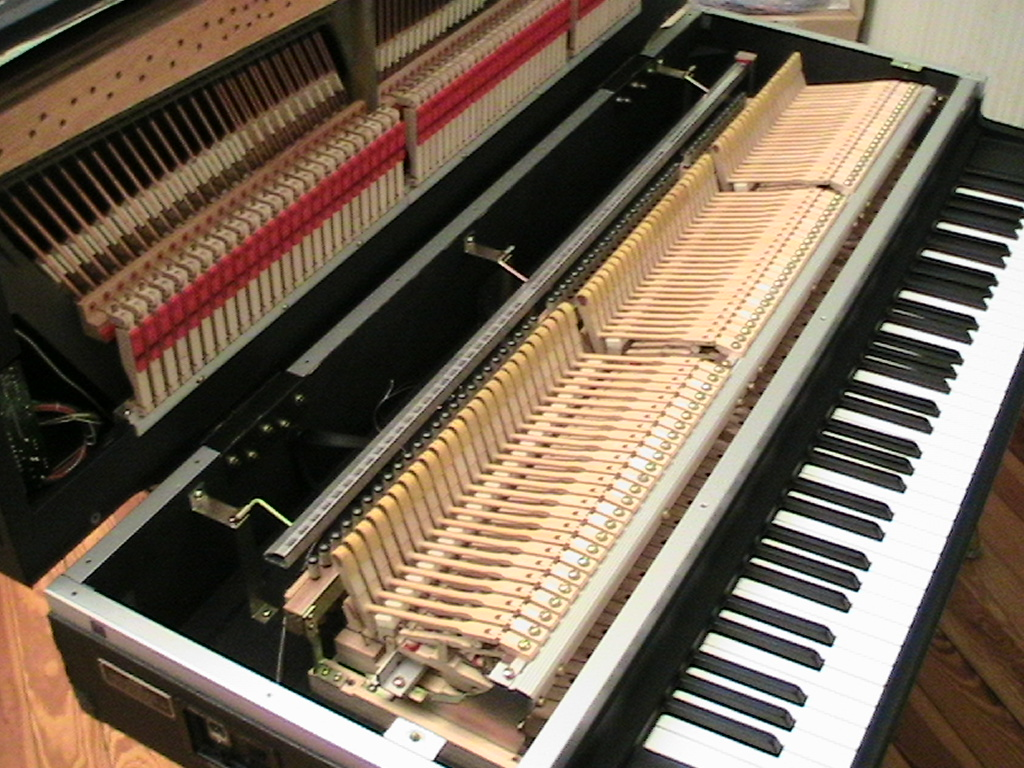
Yamaha CP-70의 내부 모습

전기 그랜드 피아노(영어: Electric grand piano)는 전기 피아노 중 하나이다. 디지털 피아노와는 달리 현과 해머를 사용하며, 현 아래의 픽업이 현의 진동을 전기 증폭기에 보내는 원리이다.  전기 기타의 작동 원리와 비슷하다. 전기 증폭기는 공명실의 필요성을 제거하여 전기 그랜드 피아노의 무게는 일반적인 그랜드 피아노 보다 140 kg정도 가벼우며, 휴대용으로 많이 쓰인다. 또한 피아노에 마이크를 설치할 필요가 없어 사운드 시스템을 일반 피아노보다 더 쉽게 설치할 수 있다.

## 역사
전기 그랜드 피아노를 제작하려는 노력은 1920년대 후반 Neo-Bechstein에 의해 시작되었다. 1939년에는 최초의 상용화 모델인 RCA Storytone이 도입되었다. 초기에는 사운드 보드 대신에 픽업을 사용하는 전통적인 해머 스트링 메커니즘을 특징으로 했다. 이후 각종 전기 피아노가 개발되어 널리 쓰였지만 실제로는 피아노가 아니기 때문에 대부분 튜닝 포크를 때리는 망치 소리나 현악기 소리가 아닌 금속을 치는 소리를 냈다. 1970년대 지금의 전기 그랜드 피아노의 모습이라고 할 수 있는 현과 해머가 사용되는 전기 피아노는 야마하 CP-70과 CP-80에 이어 카와이 및 Helpinstill 사의 제품까지 다양한 제품이 본격적으로 생산되었다.
1980년대에 이르러 디지털 피아노가 등장하면서 전기 그랜드 피아노의 인기는 점차 줄어들게 되었고 결국 생산이 중단되었다. 이 피아노 소리는 일반 MIDI 음색에 있으며, 대부분의 디지털 MIDI 장치들은 야마하의 CP-70/80 소리를 사용한다.

## 모델

### Helpinstill
- Roadmaster 64 (64건반, 업라이트)
- Roadmaster 88 (88건반, 업라이트)
- Portable Grand (88건반, 그랜드)

### Kawai
- EP-608 (76건반, 업라이트)
- EP-705M (75건반, 업라이트, 미디 출력)
- EP-308 (88건반, 그랜드)
- EP-308M (88건반, 그랜드, 미디 출력)

### Yamaha
- CP-60M (76건반, 업라이트, 미디 출력)
- CP-70 (73건반, 그랜드)
  - CP-70B
  - CP-70D (73 건반, 그랜드, 7밴드 그래픽 이퀄라이저, 저음 / 중음 / 고음 컨트롤 대신 7 밴드 그래픽 이퀄라이저 사용)
  - CP-70M (73 건반, 그랜드, 미디 출력)
- CP-80 (88건반, 그랜드)
  - CP-80B
  - CP-80D (88 건반, 그랜드, 7밴드 그래픽 이퀄라이저, 저음 / 중음 / 고음 컨트롤 대신 7 밴드 그래픽 이퀄라이저 사용)
  - CP-80M (88 건반, 그랜드, 미디 출력)
- E201/E-202 (76 건반, 업라이트, 앰프 및 스피커 내장, 미디 출력 불가)
- E-501/E-502 (88 건반, 업라이트, 앰프 및 3개의 스피커 내장, 미디 출력 불가)

## 같이 보기
- 전자 피아노
- 피아노
- 신시사이저